# Дикий капітан
«Дикий капітан» (ест. Metskapten) — радянський фільм 1971 року, знятий на студії «Таллінфільм» режисером Калью Комісаровим за п'єсою Юхана Смуула «Йинь з острова Кіхну — дикий капітан» (1964) про легендарного капітана Йинна Кіхна.

## Сюжет
1896 рік. Не маючи освіти, але знаючи море, кораблі та людей наскрізь, капітан-самоучка Йинне з острова Кіхну Естляндської губернії, талановитий мореплавець, який отримав у народі прізвисько Дикий капітан, викликаний в Санкт-Петербург в Адміралтейство Російської імперії, де царський адмірал підтверджує його право бути капітаном спеціальним дозволом — за умови, що у нього завжди повинен бути на кораблі вчений помічник.
Корабель «Фортуна» та німецький керманич Шнайдер у капітана є, потрібна ще команда. У таверні є моряки з різних країн, які очікують найму. Команда набирається різношерста: боцман Юрнас, його друг досвідчений моряк Пееп, юнгі Андрус та Якоб, фінські моряки Антті та Лаурі. А також заклятий ворог капітана — кок Менн, який проводить із собою помічницею юну пасію Матільду. Крім того, на борт проникає «зайцями» пара головорізів на прізвисько «Гармонь» і «Кларнет».
У плаванні їм належить стати однією командою, а коли «Фортуна» в штиль замре, і спека і спрага зводять команду з розуму, хтось краде залишки прісної води, ножі вже блищать, капітан Йинне Кіхну повинен залишитися вірним своєму принципу — «корабель переправляють по воді люди, а не їхні недоліки» — і згуртувати команду, що зневірилася.

## У ролях
- Юрі Ярвет — Йиннь
- Луулі Комісарів — Менн, кок
- Катрін Якобі — Матильда, помічниця Менна
- Енн Клоорен — Шнейдер, кермовий
- Хейно Арус — Юрнас, ботцман
- Енн Краам — Антті.
- Рудольф Аллаберт — Лаурі.
- Маргус Туулінг — Міхкель
- Антс Андер- Яан
- Віллем Індріксон — Пееп
- Тину Міллер — Андрус
- Лаурі Небіл — Якоб
- Хейно Мандрі — «Гармонь»
- Рейн Арен — «Кларнет»
- Георг Талеш — Валінь
- Ролан Биков — адмірал
- Михайло Васильєв — ад'ютант міністра

## Знімальна група
- Автор сценарію: Юган Смуул
- Режисер: Калью Коміссаров
- Оператор: Гаррі Рехе
- Художник: Юрі Аррак
- Композитор: Ейно Тамберґ

## Зйомки
Фільм був задуманий у січні 1969 року, але драматург Юхан Смуул, який запропонував зняти фільм за мотивами своєї п'єси, помер, не встигнувши переписати п'єсу в сценарій, доробку вів режисер.
Бюджет фільму становив 305 800 рублів. Зйомки велися у березні-листопаді 1971 року. Фільм знімався в Ленінграді, зокрема Адміралтейство, але здебільшого зйомки велися в Криму — в Ялті на Чорному морі. Роль шхуни «Фортуна» виконує моторний вітрильник «Іспаньола» — спеціально створений на Ялтинській кіностудії для фільму Євгена Фрідмана «Острів скарбів» 1970 року, переобладнаний з рибальської парусно-дизельної шхуни «Клим Ворошилов» (побудови1953 року).

## Критика
Ретроспективно кінознавцями фільм цінується за гру виконавця головної ролі актора Юрі Ярвета, який, як зазначається, тоді був у піку своєї гри — за рік до цього виконав головну роль у фільмі «Король Лір» Григорія Козінцева, а за рік зіграв у «Солярисі» Андрія Тарковського:
«Дикий капітан» — фільм Ярвета. Незалежно від того, хто або що стало основою для цього фільму, екранна сила Ярвета настільки велика, що будь-який вихідний матеріал миттєво розчиняється в його обличчі.
Також виділяється гра Енна Клоорена, яка виконує «праву руку» капітана, німецького боцмана, Хейно Мандрі та Рейн Арен, які грають «зайців», гра Лууле Комісарова та Катрін Якобі.